# Irancrisis
De Irancrisis was een gespannen situatie die ontstond in 1946 als gevolg van de weigering van de Sovjet-Unie om de Iraanse gebieden op te geven die het vanaf 1942 had veroverd. Als algemene benaming wordt Irancrisis (of Iran-crisis) ook wel gebruikt voor een crisis tussen het Westen en de Iraanse regering, zoals over het Atoomprogramma van Iran.
De Iraanse sjah Reza Pahlavi koos tijdens de Tweede Wereldoorlog de zijde van nazi-Duitsland. Nadat de nazi's Rusland waren binnengevallen in 1941, besloten het Verenigd Koninkrijk en de Sovjet-Unie Iran te bezetten als een preventieve maatregel. De sjah werd afgezet en verbannen naar Mauritius. Zijn zoon Mohammed Reza Pahlavi werd als nieuwe koning op de pauwentroon gezet. Gedurende de rest van de oorlog werd Iran door de Britse en Amerikaanse troepen gebruikt als een belangrijke bevoorradingsroute naar de Sovjet-Unie in de strijd tegen Duitsland.
De bezetting van Iran zou weer worden beëindigd na het einde van de oorlog, maar toen de oorlog eindigde in 1945, weigerde Stalin zijn sovjettroepen terug te trekken uit Iran. Hij dreigde zelfs met de opdeling van Iran en de oprichting van twee "democratische volksrepublieken" op Iraans grondgebied; de Volksrepubliek Azerbeidzjan geleid door Jafar Pishevari en de Koerdische Republiek Mahabad onder leiding van president Qazi Mohammed.
Onder grote druk van de Verenigde Staten (president Harry S. Truman dreigde er zelfs mee atoomwapens in te zetten) ging de Sovjet-Unie uiteindelijk toch akkoord met het terugtrekken van het Rode Leger uit Iran. Het Iraanse leger heroverde daarop Mahabad en Azerbeidzjan. De leiders van de Azerbeidzjaanse enclave in Iran vluchtten naar de Azerbeidzjaanse SSR, maar de leiders van de Koerdische Republiek werden opgepakt en ter dood veroordeeld. In 1947 werden ze opgehangen op het Chahar-cheraghplein in het centrum van Mahabad.
Dit conflict vormde een voorloper van de Koude Oorlog en vormde een factor in de zich ontwikkelende en steeds moeilijker wordende politieke relatie tussen de Verenigde Staten en de Sovjet-Unie.
De controverse rond het atoomprogramma van Iran wordt in de media ook vaak als Irancrisis bestempeld.